# Fala

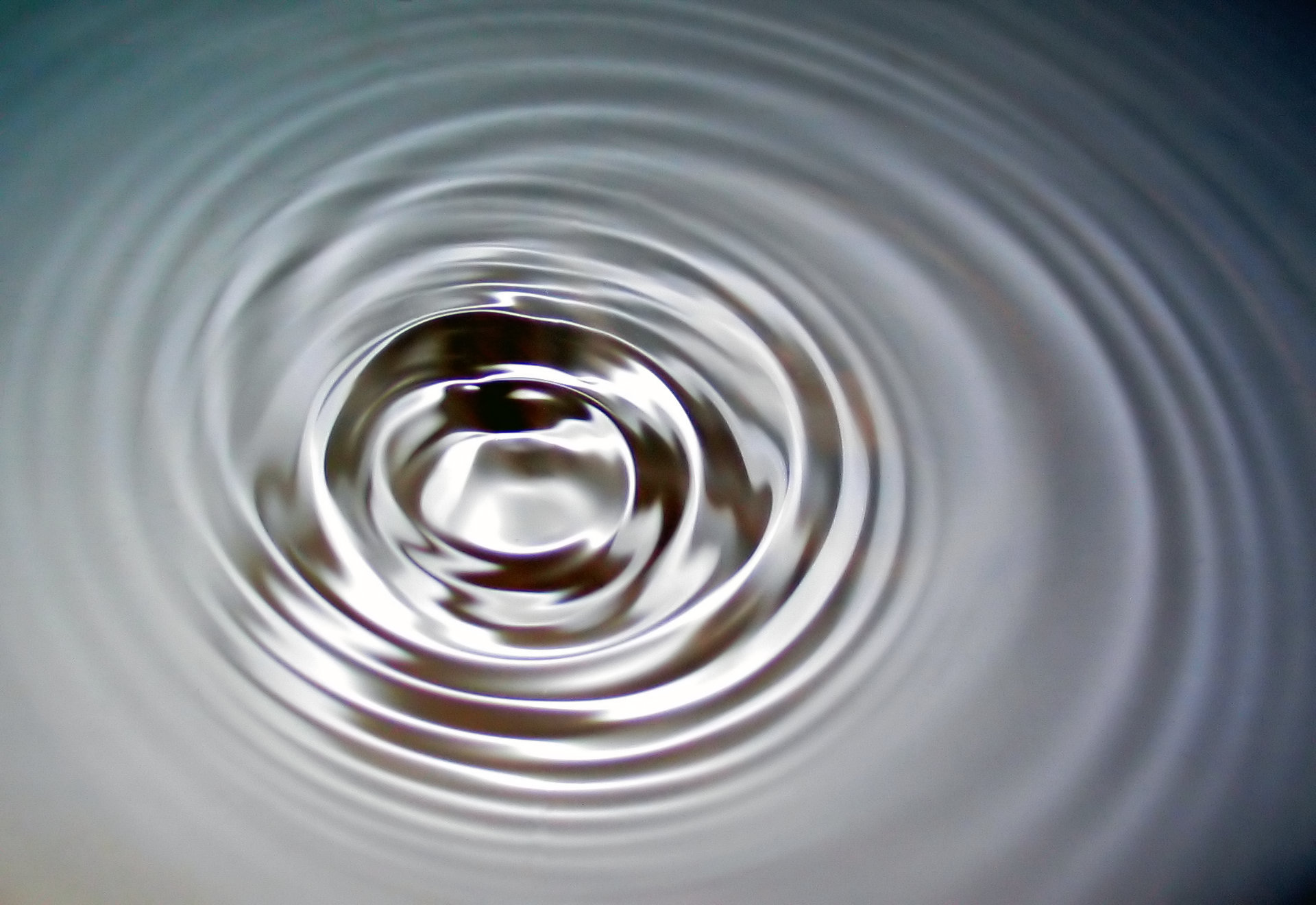
Fale na wodzie po stuknięciu w powierzchnię wody patyczkiem

Animacja fal na wodzie

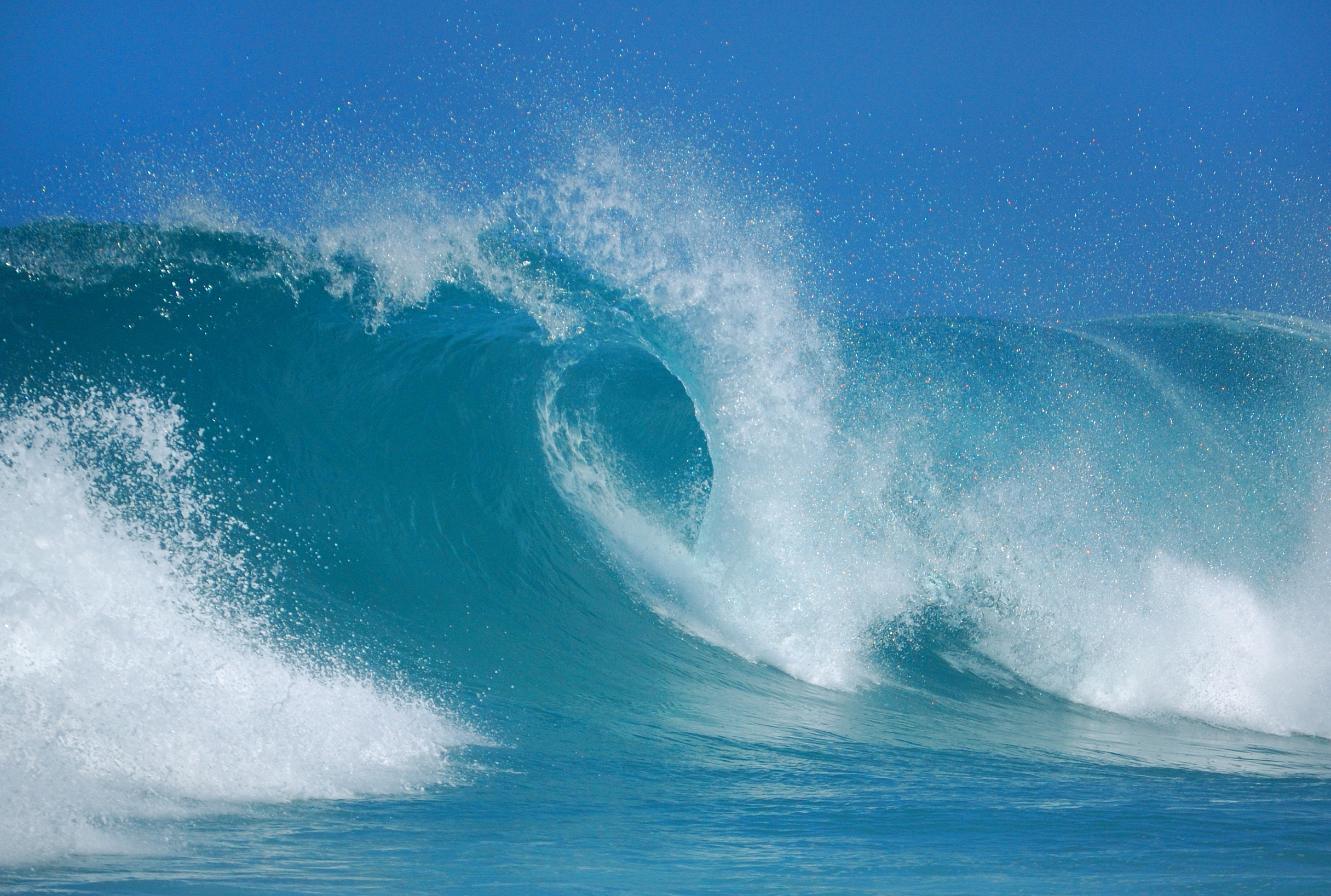
Fala morska

Fala – zaburzenie rozprzestrzeniające się w ośrodku materialnym  lub w przestrzeni. W przypadku fal mechanicznych cząstki ośrodka, w którym rozchodzi się fala, oscylują wokół położenia równowagi, przy czym przenoszą energię z jednego miejsca do drugiego bez transportu jakiejkolwiek materii.

## Charakterystyczne własności
Wszystkie fale wykazują następujące własności:
- prostoliniowe rozchodzenie się fali w ośrodkach jednorodnych,
- odbicie – po dojściu do granicy ośrodków fale zmieniają zwrot, poruszając się nadal w tym samym ośrodku,
- załamanie (refrakcja) – na granicy ośrodków fala, przechodząc do ośrodka, w którym porusza się z inną prędkością, zmienia kierunek swego biegu,
- dyfrakcja – uginanie się fali na krawędziach, czego skutkiem jest zdolność do omijania przeszkód mniejszych niż długość fali, oraz powstawanie pasków dyfrakcyjnych po przejściu fali przez wąską szczelinę albo przeszkodę (np. siatkę dyfrakcyjną).

Rozchodzące fale nakładają się na siebie w wyniku czego zachodzą zjawiska:
- interferencja – nakładanie się spójnych fal z różnych źródeł, które prowadzi do wzmocnienia lub wygaszenia się tychże fal,
- dudnienie – oscylacje amplitudy fali.

Fale o różnych długościach mogą w różnych ośrodkach rozchodzić się z różnymi prędkościami. Efekt ten, nazywany dyspersją fali, powoduje na przykład:
- rozszczepienie – załamanie fal pod różnymi kątami, zależnie od ich długości, powoduje rozkład fali na fale składowe, np. rozszczepienie światła w pryzmacie.

## Fale poprzeczne i podłużne
W zależności od kierunku rozchodzenia się fal można podzielić je na poprzeczne i podłużne. Fale poprzeczne mają kierunek drgań prostopadły do kierunku rozchodzenia się (np. fala na sznurze, fale elektromagnetyczne). W falach podłużnych drgania odbywają się w tym samym kierunku, w którym następuje ich propagacja (np. fale akustyczne). Natomiast w przypadku fal rozchodzących się na wodzie ma się do czynienia z superpozycją drgań poprzecznych i podłużnych.

### Polaryzacja
Fale poprzeczne mogą być spolaryzowane, co oznacza, że kierunek ich drgań jest w pewien sposób uporządkowany – oscylacje odbywają się w jednej płaszczyźnie (polaryzacja liniowa). Przykładowo fale radiowe generowane przez anteny są falami spolaryzowanymi, natomiast większość źródeł fal świetlnych generuje fale niespolaryzowane, w których drgania w różnych kierunkach się nakładają.

## Matematyczny opis fali
Matematycznie fala to rozwiązanie równania falowego. Jest to dowolna funkcja różniczkowalna spełniająca to równanie. Rozwiązania równania falowego tworzą przestrzeń liniową, która jest przestrzenią Hilberta. Jako bazę tej przestrzeni można wybrać drgania podstawowe w postaci przebiegów harmonicznych – dla prostokątnego układu współrzędnych; w wypadku innych symetrii zjawiska, właściwsze stają się inne bazy, jak np. harmoniki sferyczne czy bardziej skomplikowane funkcje specjalne. Dowolne rozwiązanie równania falowego, a więc i dowolną falę, można przedstawić jako sumę szeregu funkcji bazowych, a więc przebiegów harmonicznych, co jest zasadą analizy harmonicznej odkrytej przez Fouriera.

### Fala harmoniczna

Fala harmoniczna na sznurze

Fala elektromagnetyczna to rozchodzące się oscylacje pól elektrycznych i magnetycznych. Pokazana tu fala elektromagnetyczna jest liniowo spolaryzowana, a pola elektryczne i magnetyczne w są ze sobą w fazie, osiągając wspólnie minima i maksima.

Najprostszym rodzajem fali jest fala harmoniczna biegnąca, zwana też falą sinusoidalną, rozchodząca się w ośrodku jednowymiarowym (np. lince).
Falę harmoniczną opisuje równanie fali biegnącej, które jest rozwiązaniem równania falowego w jednym wymiarze (wzdłuż np. osi {\displaystyle z}). Wielkością drgającą jest pewna wielkość fizyczna {\displaystyle y} (np. wysokość nad poziomem morza, gęstość lub natężenie pola elektrycznego). Dla fali o okresie {\displaystyle T} i długości {\displaystyle \lambda } rozwiązanie równania falowego można przedstawić w postaci:
{\displaystyle y(t,z)=A\sin \left({\frac {2\pi }{T}}t-{\frac {2\pi }{\lambda }}z+\varphi \right),}
co można zapisać prościej:
{\displaystyle y(t,z)=A\sin(\omega t-kz+\varphi ),}
gdzie:
{\displaystyle A} – amplituda fali,
{\displaystyle T} – okres drgań,
{\displaystyle \lambda } – długość fali,
{\displaystyle \omega } – częstość kołowa, zwana krótko częstością lub pulsacją fali, {\displaystyle \omega ={\tfrac {2\pi }{T}},}
{\displaystyle k} – liczba falowa, {\displaystyle k={\tfrac {2\pi }{\lambda }},}
{\displaystyle \varphi } – faza początkowa.
Argument funkcji sinus:
{\displaystyle {\frac {2\pi }{T}}t-{\frac {2\pi }{\lambda }}z+\varphi =\omega t-kz+\varphi ,}
to faza fali. Punkt o danej fazie porusza się z prędkością, zwaną prędkością fazową:
{\displaystyle v_{f}={\frac {\lambda }{T}}={\frac {\omega }{k}}.}
Jeżeli amplituda fali zmienia się, to zmiana amplitudy może rozchodzić się z inną prędkością niż prędkość fazowa. Prędkość rozchodzenia się zmiany amplitudy nazywana jest prędkością grupową fali {\displaystyle v_{g}} i określona jest wzorem:
{\displaystyle v_{g}={\frac {d\omega (k)}{dk}}.}
Z prędkością zmiany amplitudy (czoła fali) poruszają się modulacje fali, oznacza to, że informacje przenoszone przez falę rozchodzą się z prędkością grupową. Jeżeli prędkość fazowa nie zależy od liczby falowej fali, prędkość fazowa i grupowa są sobie równe, a falę taką określa się jako niedyspersyjną, w przeciwnym przypadku fala ulega zjawisku z tym związanemu, zwanemu dyspersją.
W ośrodkach wielowymiarowych kształt czoła fali zależy od warunków jej wytworzenia. Może być np. płaszczyzną (fala płaska), kołem (fala kolista) powierzchnią kuli (fala kulista), a nawet stożkiem (gdy źródło fali porusza się z prędkością większą od prędkości grupowej).